# Nils Kemner
Nils Viktor Alarik Kemner, född 4 juli 1887, i Malmöhus län, död 8 maj 1948, var en svensk entomolog. Han var bror till konstnären Helge Kemner.
Kemner blev filosofie doktor i Lund 1918, var assistent vid Centralanstalten för försöksväsendet på jordbruksområdets entomologiska avdelning 1915–1920 samt laborator där 1921–1929. År 1929 blev han föreståndare för Entomologiska avdelningen av Zoologiska institutionen i Lund. Kemner var 1920–1921 entomolog i nederländska statens tjänst på Java. Han gav ut ett stort antal skrifter om lantbruksväxternas skadeinsekter och nematoder samt om skalbaggar och termiter. Kemner är begravd på Sankt Pauli norra kyrkogård i Malmö.

### Fotnoter
1. 1 2  Nils V A Kemner, Svenskt biografiskt lexikon, Svenskt Biografiskt Lexikon-ID: 11418.[källa från Wikidata]
2. 1 2 3 4   Sveriges dödbok 1901–2009 Swedish death index 1901–2009 (Version 5.0). Solna: Sveriges Släktforskarförbund. 2010. Libris 11931231